# 1903 في إيطاليا
فيما يلي قوائم الأحداث التي وقعت خلال عام 1903 في إيطاليا.

## ظهور
- 27 ديسمبر – مدام بترفلاي

## مواليد

### فبراير
- 24 فبراير – فلاديمير بارتول كاتب سلوفيني.
- 26 فبراير – جوليو ناتا كيميائي إيطالي.

### مارس
- 18 مارس – غالياتسو تشانو سياسي إيطالي.
- 26 مارس – روميو نيري لاعب جمباز فني إيطالي.
- 29 مارس – سيجاربي لاعب كرة قدم إيطالي.

### مايو
- 4 مايو – ماريو لوسياني درّاج طريق إيطالي.

### أغسطس
- 16 أغسطس – جو دندي ملاكم من الولايات المتحدة الأمريكية.

### نوفمبر
- 8 نوفمبر – لويجي أليماندي لاعب كرة قدم إيطالي.

## وفيات

### يوليو
- 20 يوليو – ليون الثالث عشر (مواليد 1810)